# Samlade verk (roman av Lydia Sandgren)
Samlade verk är en roman av den svenska författaren Lydia Sandgren, utgiven på Albert Bonniers Förlag 2020.
För romanen tilldelades Sandgren Augustpriset för årets skönlitterära bok 2020.

## Bakgrund
Sandgren började skriva romanen då hon var 22 år gammal och arbetade med den i över tio års tid, parallellt med sina studier på psykologprogrammet vid Göteborgs universitet. En central fråga för henne var under skrivandet vikten av det förflutna och vilken betydelse en människas tidiga erfarenheter har för hennes utveckling. Hon ville att romanen skulle utspela sig på två tidsplan, i syfte att fånga både det förflutna och nuet. Sandgren ville också skriva en Göteborgsroman, som skulle utspela sig på 80- och 90-talet, före hennes egen tid, då hon uppfattade det som lättare att skriva om sådant som låg en bit ifrån henne. Det var också skälet till att låta huvudpersonen vara den medelålders kulturmannen Martin. Viljan att i romanen skildra Göteborg hade sitt ursprung i Hjalmar Söderbergs, som hon läst mycket, Stockholmsskildringar. Sandgren ville göra något liknande för Göteborg, för att bevara det som hade varit och en värld som gått förlorad.

## Handling
Samlade verk utspelar sig i Göteborg och handlar om förläggaren Martin, hans hustru Cecilia – som efter sin disputation försvann spårlöst och lämnade både hem och familj bakom sig – och om hans vän, konstnären Gustav Becker. Berättelsen följer de tre från ungdomen till nutiden, men den handlar också om Martin och Cecilias barn, framför allt dottern Rakel, och om hennes sökande efter modern. Romanen utspelar sig på två parallella kronologiska plan och behandlar frågor om kärlek, vänskap, litteratur och konst.

## Mottagande
Romanen blev i stort väl mottagen av kritikerna.
För Expressen skrev Victor Malm att "ibland dyker debutromaner – eller ja, romaner – upp som får mig att, tja, förstå att jag har saknat något väldigt konkret i den svenska prosafloran. Ja, att just det här behövs, på ett djupt och nästan nödvändigt sätt. Och det är den upplevelsen som berättar att det jag har att göra med är litteratur, på riktigt. En sådan roman är Lydia Sandgrens debut 'Samlade verk' [...] Jag är full av beundran. Glöm pandemin, glöm ekonomin, läs Lydia Sandgren och tänk att det är med 'Samlade verk' som 2020-talet börjar".
I Svenska Dagbladet skrev Therese Eriksson: "Lydia Sandgren är debutant, men skriver roman som om hon inte gjort annat i decennier. Än befinner sig berättelsen i huvudpersonernas ungdom, än i vår tid; hon skiftar ständigt perspektiv bland sina romanfigurer. Hon svingar sig ledigt mellan tyska filosofer och renässanskonstnärer, mellan postkolonial idéhistoria och vardagen för en stretande bokförläggare. För läsaren är inget svårt att hålla reda på, trots att Sandgren har ett enormt material som mycket väl hade kunnat bli oregerligt och kantra. Men, hon styr sin 700-sidiga koloss som om det var ett litet, avgränsat kammarspel."
I Aftonbladet skrev Carl-Michael Edenborg: "De nästan 700 sidornas lyskraft lägger det mesta av den svenska samtidslitteraturen i skugga" [...] Om romanen iscensätter en boxningsmatch mellan livet och litteraturen, blev det uppenbart vem som vann på knockout. Lydia Sandgrens Samlade verk är helt enkelt den högsta formen av verklighetsflykt: den som gör verkligheten rikare, som skänker liv."
Mer skeptisk var Jonas Thente i Dagens Nyheter. Han kallade figurerna för "dråpliga karikatyrer" och menade att "romanen blir som en 'basic culture for dummies'. Allting känns som en infam parodi och Martin framstår som en mer sentida Jack, fast mer korkad och tråkigare." I samma tidning vände sig Åsa Beckman senare mot de hyllningar som romanen fått motta av kritikerna. Hon menade att även om boken är en anslående debut, så består berättelsen om flykt och tid av alltför snabbt hopplockade tidstecken utan någon riktig atmosfär och frågade om svenska kritiker är "så svältfödda på episkt berättande efter ett decennium med autofiktion att de så snabbt tappar huvudet?".

## Priser och utmärkelser
För Samlade verk tilldelades Lydia Sandgren Augustpriset 2020 för årets svenska skönlitterära bok, med motiveringen: "Lydia Sandgren bygger och befolkar ett eget litterärt universum fyllt av levande detaljer. Göteborg, med svartklubbar, sunkhak och universitetsbibliotek, blir spelplats för ett triangeldrama där den försvunna Cecilia är det svarta hål kring vilket romangestalterna graviterar. Samlade verk är en kärleksförklaring till litteraturen."